# 赤岩港駅
赤岩港駅（あかいわみなとえき）は、宮城県気仙沼市赤岩港にある、東日本旅客鉄道（JR東日本）気仙沼線BRT（バス高速輸送システム）のバス停留所である。
気仙沼線BRTの運行開始後に新設された。

## 歴史
東日本大震災で被災した気仙沼線柳津駅 - 気仙沼駅間をBRTとして本復旧することが2016（平成28年）年3月に決まった後、気仙沼市はBRTの利便性向上のため数多くの新駅設置の要望を行ってきた。当駅はその一環として要望されたものであるが、2016年（平成28年）7月に最初に申し入れを行った当初から要望として挙げられていた駅ではなく、2019年（令和元年）7月の気仙沼市地域公共交通会議において新しく提起されたものである。

### 年表
- 2019年（令和元年）
  - 7月8日：令和元年度第1回気仙沼市地域公共交通会議において、当駅の設置要望が議題となり、原案通り了承される[4][5]。設置予定は令和2年春ころとされた。
  - 10月9日：JR東日本より当駅の新設が発表される[6][7]。
- 2020年（令和2年）3月14日：開業[1][2]。

## 駅構造
一般道との交差点の両側に、片面ずつ乗降場が設けられている。
駅設備は上屋・ベンチ・バスロケーションシステムのモニターがある。

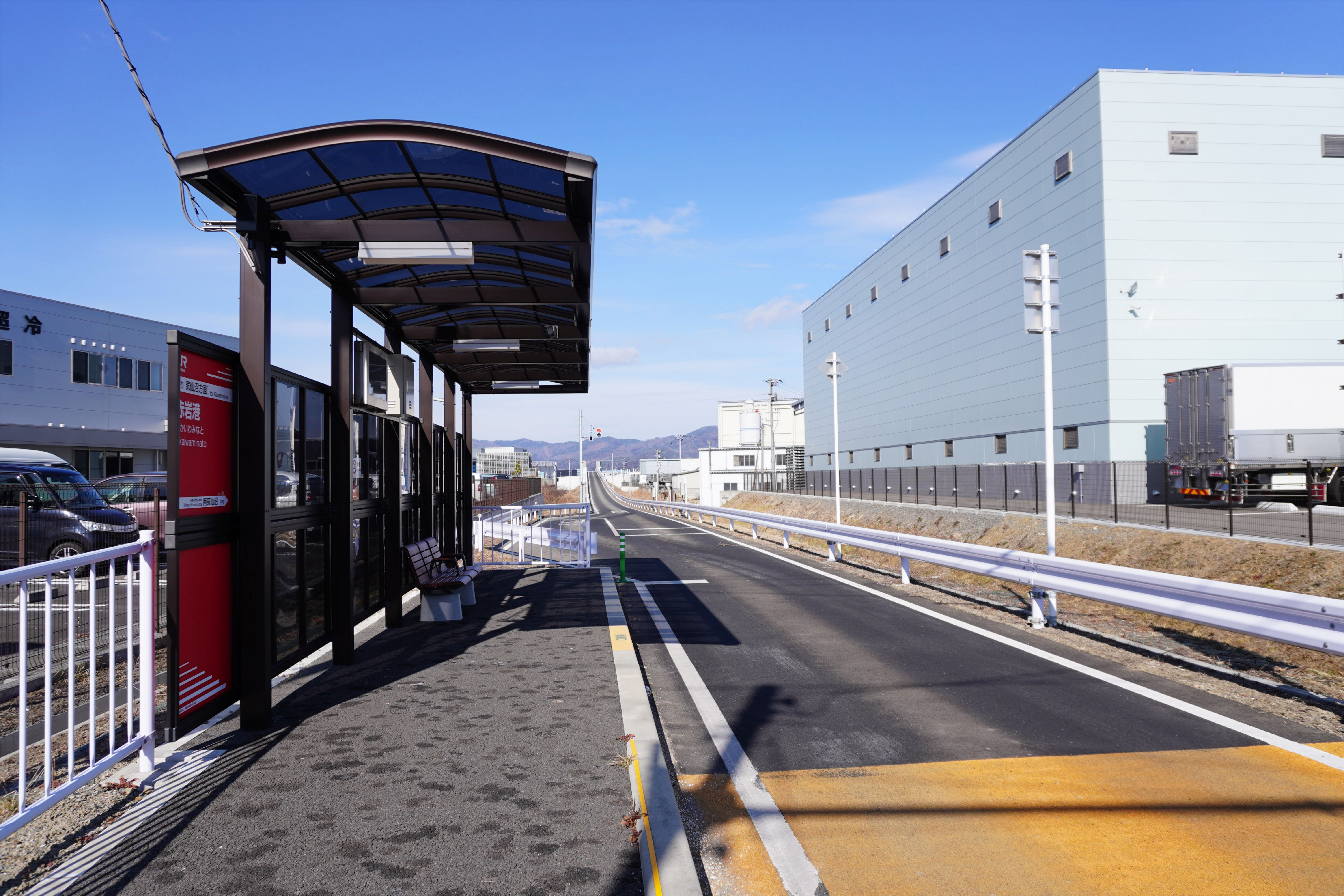
気仙沼方面のりば（2024年2月）

## 利用状況
JR東日本によると、2023年度（令和5年度）の1日平均乗車人員は10人である。
開業後の推移は以下のとおりである。
| 乗車人員推移       | 乗車人員推移     | 乗車人員推移   |
| 年度               | 1日平均 乗車人員 | 出典           |
| ------------------ | ---------------- | -------------- |
| 2019年（令和元年） | 7                | [ 利用客数 2 ] |
| 2020年（令和02年） | 10               | [ 利用客数 3 ] |
| 2021年（令和03年） | 6                | [ 利用客数 4 ] |
| 2022年（令和04年） | 14               | [ 利用客数 5 ] |
| 2023年（令和05年） | 10               | [ 利用客数 1 ] |

## 駅周辺
震災後に気仙沼市が整備を進めた赤岩港水産加工団地など、周辺の水産加工会社への通勤手段としての利用を見込んで設置された。また、国道や県道から外れた地域にあって近隣に公共交通がなく、災害公営住宅の入居者を含む高齢者の移動手段の確保という面も考慮された。
- 三陸沿岸道路 気仙沼港インターチェンジ
- 気仙沼冷凍水産加工業協同組合

## 隣の停留所
東日本旅客鉄道（JR東日本）
■気仙沼線BRT
松岩駅 - 赤岩港駅 - 南気仙沼駅

### 記事本文
1. 1 2  「気仙沼線BRT・大船渡線BRTダイヤ改正について (PDF)」（プレスリリース）、東日本旅客鉄道盛岡支社／東日本旅客鉄道仙台支社、2020年1月22日。2020年1月23日時点のオリジナル (PDF)よりアーカイブ。2020年1月23日閲覧。
2. 1 2  「新「南駅」が供用開始　気仙沼線BRTの松岩-不動の沢間が専用道」『三陸新報』2020年3月16日。2020年3月17日時点のオリジナルよりアーカイブ。2020年3月19日閲覧。
3. ↑  「震災で一部不通の気仙沼線、復旧を正式に断念…BRTを継続運行へ」『レスポンス』イード、2016年3月18日。2022年2月27日閲覧。
4. 1 2  「BRT新駅の設置について (PDF)」気仙沼市、2019年7月8日。2022年2月28日閲覧。
5. ↑  「地域公共交通会議の開催状況 令和元年度」気仙沼市、2020年2月18日。2022年2月28日閲覧。
6. ↑  「気仙沼線BRT新駅の設置について (PDF)」（プレスリリース）、東日本旅客鉄道盛岡支社／東日本旅客鉄道東北工事事務所、2019年10月9日。2021年12月13日時点のオリジナル (PDF)よりアーカイブ。2022年2月28日閲覧。
7. ↑  「気仙沼線BRT「赤岩港駅」 20年春に新設」『河北新報』2019年10月10日。2020年6月16日時点のオリジナルよりアーカイブ。

### 利用状況
1. 1 2  「BRT駅別乗車人員（2023年度）| 企業サイト：JR東日本」東日本旅客鉄道。2025年6月24日閲覧。
2. ↑  「BRT駅別乗車人員（2019年度）：JR東日本」東日本旅客鉄道。2025年6月24日閲覧。
3. ↑  「BRT駅別乗車人員（2020年度）| 企業サイト：JR東日本」東日本旅客鉄道。2025年6月24日閲覧。
4. ↑  「BRT駅別乗車人員（2021年度）| 企業サイト：JR東日本」東日本旅客鉄道。2025年6月24日閲覧。
5. ↑  「BRT駅別乗車人員（2022年度）| 企業サイト：JR東日本」東日本旅客鉄道。2025年6月24日閲覧。